# 小幡 (名古屋市)
小幡（おばた）は、愛知県名古屋市守山区の地名。現行行政地名は小幡一丁目から小幡五丁目と大字小幡。住居表示は、小幡一丁目から小幡五丁目が実施済み。

## 地理
小幡一〜五丁目は名古屋市守山区中央部に位置し、東は茶臼前、西は大字牛牧・小幡中一〜三丁目、南は小幡南一〜三丁目・大谷町、北西は緑ヶ丘に接する。
大字小幡は現在、小幡緑地本園の一部や隅除川部分に存在する。
現小幡一丁目は1971年以来、守山区役所の所在地となっている。昭和30年代から県営住宅等が建てられ、概ね住宅地となっているが、町域南部の一・五丁目には学校が集中している。

### 池沼
- 緑ケ池（小幡緑地本園内）

## 歴史
当地周辺には古墳、廃寺跡、条里制遺構などの古代遺跡が散在する。16世紀前半まで山田郡に属していたが、後に春日井郡となった。「小幡」という地名は少なくとも中世には確認でき、1572年（元亀元年）銘のある亀尾山安養寺（天王坊）鰐口に「尾張春日郡山田荘小幡長谷村」とある。

### 町名の由来
江戸期の春日井郡小幡村を前身とする。「小幡」の由来については、「小治田」または「尾張田」が変化したものという説がある。『続日本紀』に「尾張国山田郡人従六位下小治田連薬」、『尾張国内神名帳』に山田郡「尾張田天神」の記載があるが、当地名との関連は不明である。

### 行政区画の変遷

#### 大字小幡
- 1889年（明治22年）10月1日 - 町村制施行に伴い、東春日井郡小幡村となる[4]。
- 1906年（明治39年）7月16日 - 小幡村が二城村・高間村・大森村と合併し、守山町大字小幡となる[4]。
- 1944年（昭和19年）5月4日 - 一部が大字廿軒家として分立[4]。
- 1954年（昭和29年）6月1日 - 市制施行に伴い、守山市大字小幡となる[4]。
- 1963年（昭和38年）2月15日 - 名古屋市へ編入し、同市守山区大字小幡となる[4]。
- 1984年（昭和59年）11月25日 - 一部が大森二丁目となる[1]。
- 1985年（昭和60年）7月29日 -  一部が小幡一から五丁目・茶臼前となる[5][1]。
- 1989年（平成元年）11月27日 - 一部が小幡中一から三丁目となり、一部を小幡二丁目へ編入[6][1]。
- 1990年（平成2年）11月26日 - 一部が西島町・守山二丁目・大屋敷・西城一および二丁目・城南町・新城・中新・西新・東山町・大牧町となり、一部を小幡中一丁目へ編入[7][4][1]。
- 1992年（平成4年）11月24日 -  一部が小幡太田・小幡千代田・小幡宮ノ腰・小六町・廿軒家・八反となる[8]。
- 1993年（平成5年）11月22日 - 一部が太田井・苗代一および二丁目・菱池町となる[9]。
- 1994年（平成6年）11月21日 - 一部が大谷町・小幡常燈・小幡南一から三丁目・喜多山南・野萩町となる[9]。
- 1996年（平成8年）11月25日 - 一部が喜多山一および二丁目となる[10][9]。
- 2002年（平成14年）11月18日 - 一部が小幡北・翠松園一から三丁目・緑ヶ丘となる[WEB 6][11]。

#### 小幡
- 1985年（昭和60年）7月29日 - 守山区大字小幡の一部より同区小幡一および二・四および五丁目が、大字小幡・牛牧の各一部より小幡三丁目が成立[5][1]。
- 1989年（平成元年）11月27日 - 大字小幡の一部を二丁目へ編入。一丁目の一部が小幡中一および二丁目となる[6][1]。
- 1996年（平成8年）11月25日 - 大字小幡字北山・字小林・字嶽ノ水の各一部を小幡三丁目に、大字小幡字嶽の水・字小林・字茶臼前・字北山の各一部が小幡四丁目にそれぞれ編入される[10][12]。

### 町名の変遷
| 実施後     | 実施年月日     | 実施前（特記なければ各町丁の一部）                         |
| ---------- | -------------- | ---------------------------------------------------------- |
| 小幡一丁目 | 1985年7月29日  | 大字小幡字北屋敷・字小林・字東島、大字小幡字東島前（全域） |
| 小幡二丁目 | 1985年7月29日  | 大字小幡字北屋敷・字小林・字東島                           |
| 小幡三丁目 | 1985年7月29日  | 大字小幡字北山・字小林、大字牛牧中山                       |
| 小幡四丁目 | 1985年7月29日  | 大字小幡字小林                                             |
| 小幡五丁目 | 1985年7月29日  | 大字小幡字小林                                             |
| 茶臼前     | 1985年7月29日  | 大字小幡字茶臼前                                           |
| 小幡二丁目 | 1989年11月27日 | 小幡二丁目（全域）、大字小幡字北屋敷                       |
| 小幡三丁目 | 1996年11月25日 | 大字小幡字北山・字小林・字嶽ノ水                           |
| 小幡四丁目 | 1996年11月25日 | 大字小幡字北山・字小林・字茶臼前・字嶽ノ水                 |

## 世帯数と人口
2019年（平成31年）4月1日現在の世帯数と人口は以下の通りである。
| 丁目       | 世帯数    | 人口    |
| ---------- | --------- | ------- |
| 小幡一丁目 | 512世帯   | 1,141人 |
| 小幡二丁目 | 508世帯   | 1,190人 |
| 小幡三丁目 | 597世帯   | 1,496人 |
| 小幡四丁目 | 571世帯   | 1,367人 |
| 小幡五丁目 | 501世帯   | 1,076人 |
| 計         | 2,689世帯 | 6,270人 |

### 人口の変遷
国勢調査による人口の推移
| 1995年（平成7年）  | 6,350人 | [ WEB 7 ]  |  |
| 2000年（平成12年） | 6,705人 | [ WEB 8 ]  |  |
| 2005年（平成17年） | 6,279人 | [ WEB 9 ]  |  |
| 2010年（平成22年） | 6,371人 | [ WEB 10 ] |  |
| 2015年（平成27年） | 6,221人 | [ WEB 11 ] |  |

## 学区
市立小・中学校に通う場合、学校等は以下の通りとなる。また、公立高等学校に通う場合の学区は以下の通りとなる。なお、小・中学校は学校選択制度を導入しておらず、番毎で各学校に指定されている。
| 丁目       | 小学校                                      | 中学校                                        | 高等学校 |
| ---------- | ------------------------------------------- | --------------------------------------------- | -------- |
| 小幡一丁目 | 名古屋市立小幡小学校                        | 名古屋市立守山東中学校                        | 尾張学区 |
| 小幡二丁目 | 名古屋市立小幡小学校                        | 名古屋市立守山東中学校                        | 尾張学区 |
| 小幡三丁目 | 名古屋市立小幡小学校 名古屋市立小幡北小学校 | 名古屋市立守山東中学校 名古屋市立守山北中学校 | 尾張学区 |
| 小幡四丁目 | 名古屋市立小幡小学校 名古屋市立小幡北小学校 | 名古屋市立守山東中学校 名古屋市立守山北中学校 | 尾張学区 |
| 小幡五丁目 | 名古屋市立小幡小学校                        | 名古屋市立守山東中学校                        | 尾張学区 |

## 施設

### 大字小幡
- 小幡緑地（本園）

### 小幡一丁目
- 守山区役所
- 守山保健センター
- 名古屋市守山福祉会館
- 名古屋市立小幡小学校
- 名古屋市立守山特別支援学校
- 名古屋国税局小幡宿舎

### 小幡二丁目
- ふたばみのり園

### 小幡三丁目
- ナフコ不二屋小幡緑地店

### 小幡四丁目
- JAなごや守山東支店
- 小幡長塚古墳

### 小幡五丁目
- 名古屋市立守山東中学校
- 菊華高等学校
- ナフコ不二屋喜多山店
- 愛知県営喜多山西住宅
- 小林公園

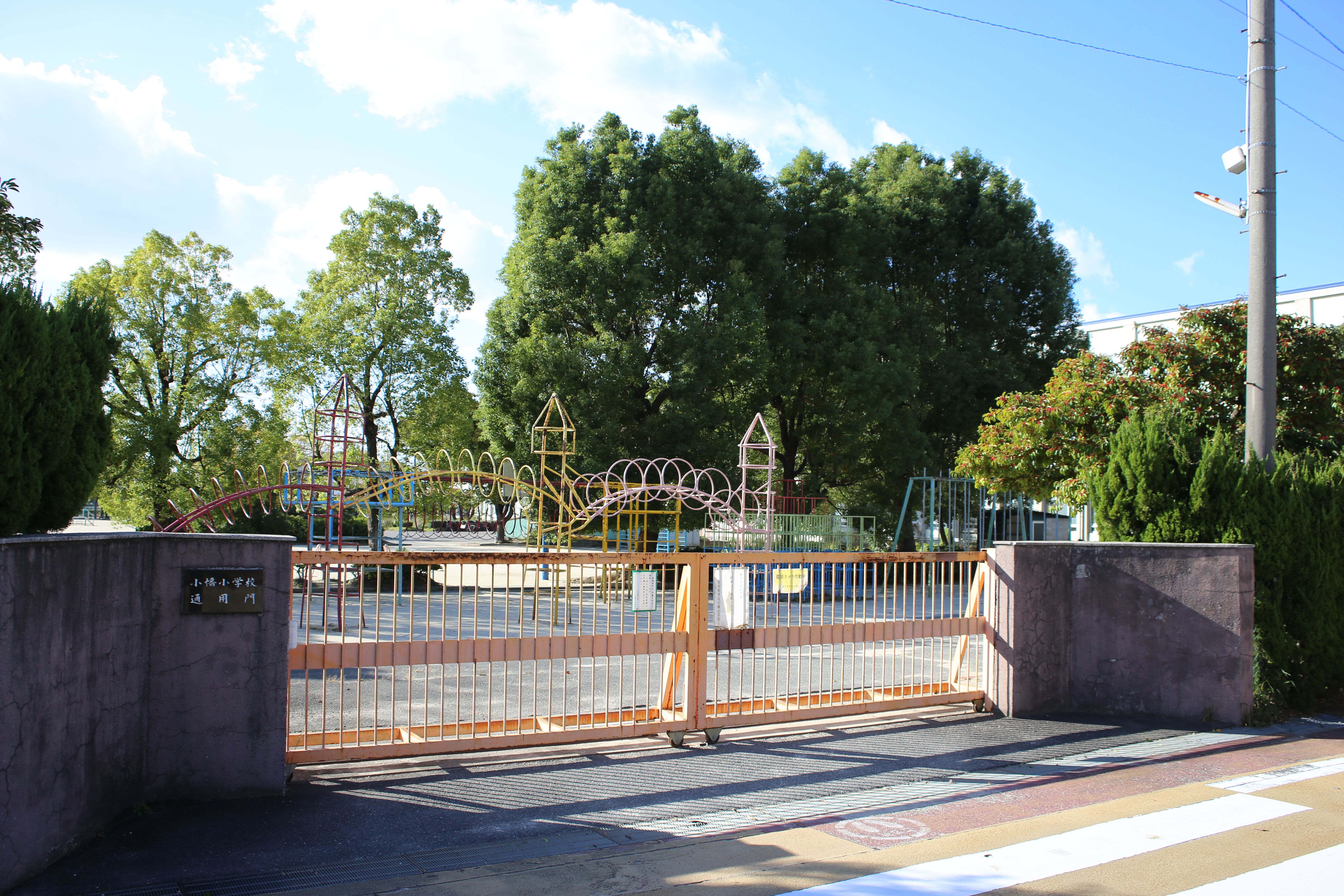
名古屋市立小幡小学校（2017年10月）
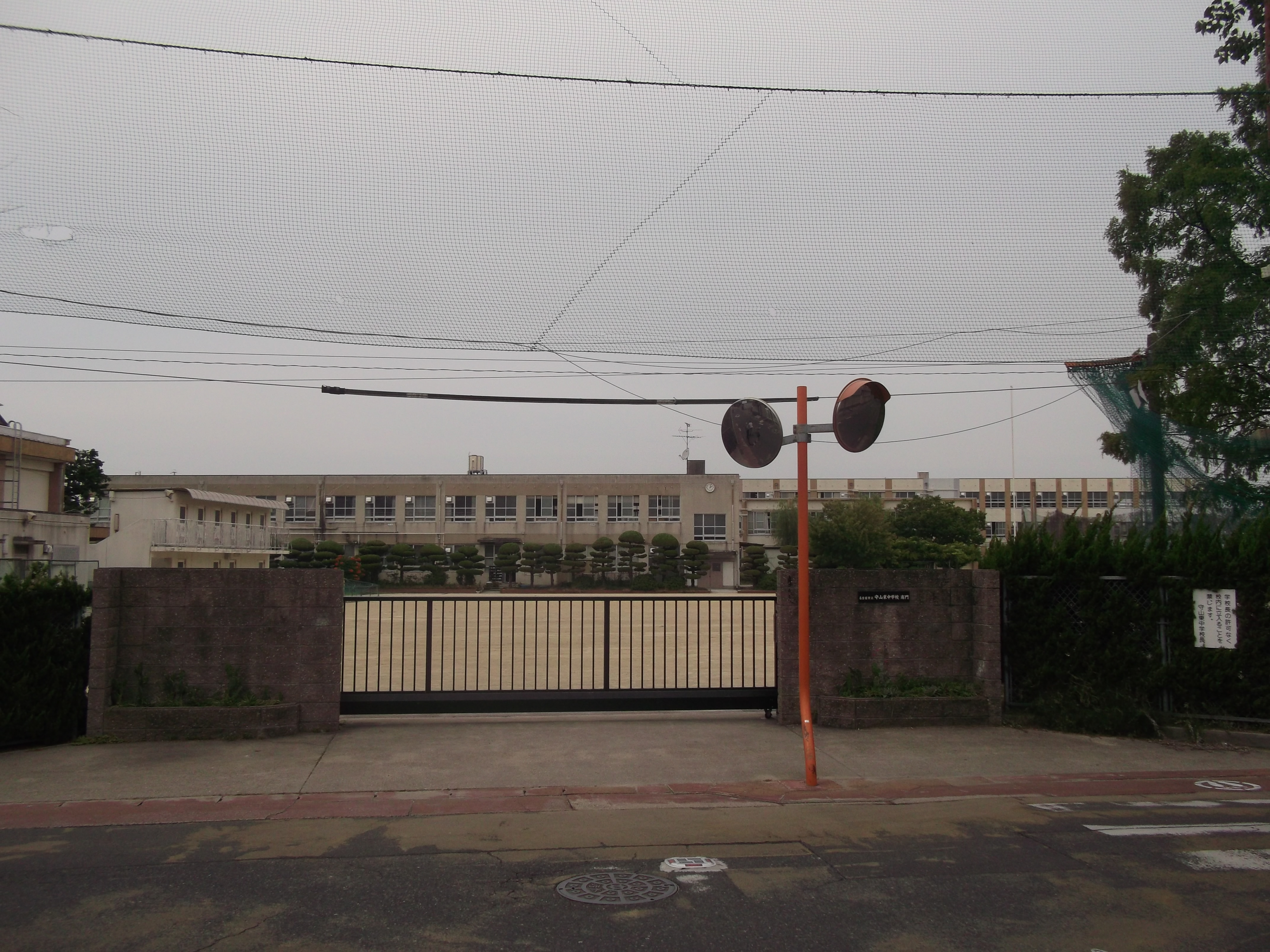
名古屋市立守山東中学校（2014年6月）
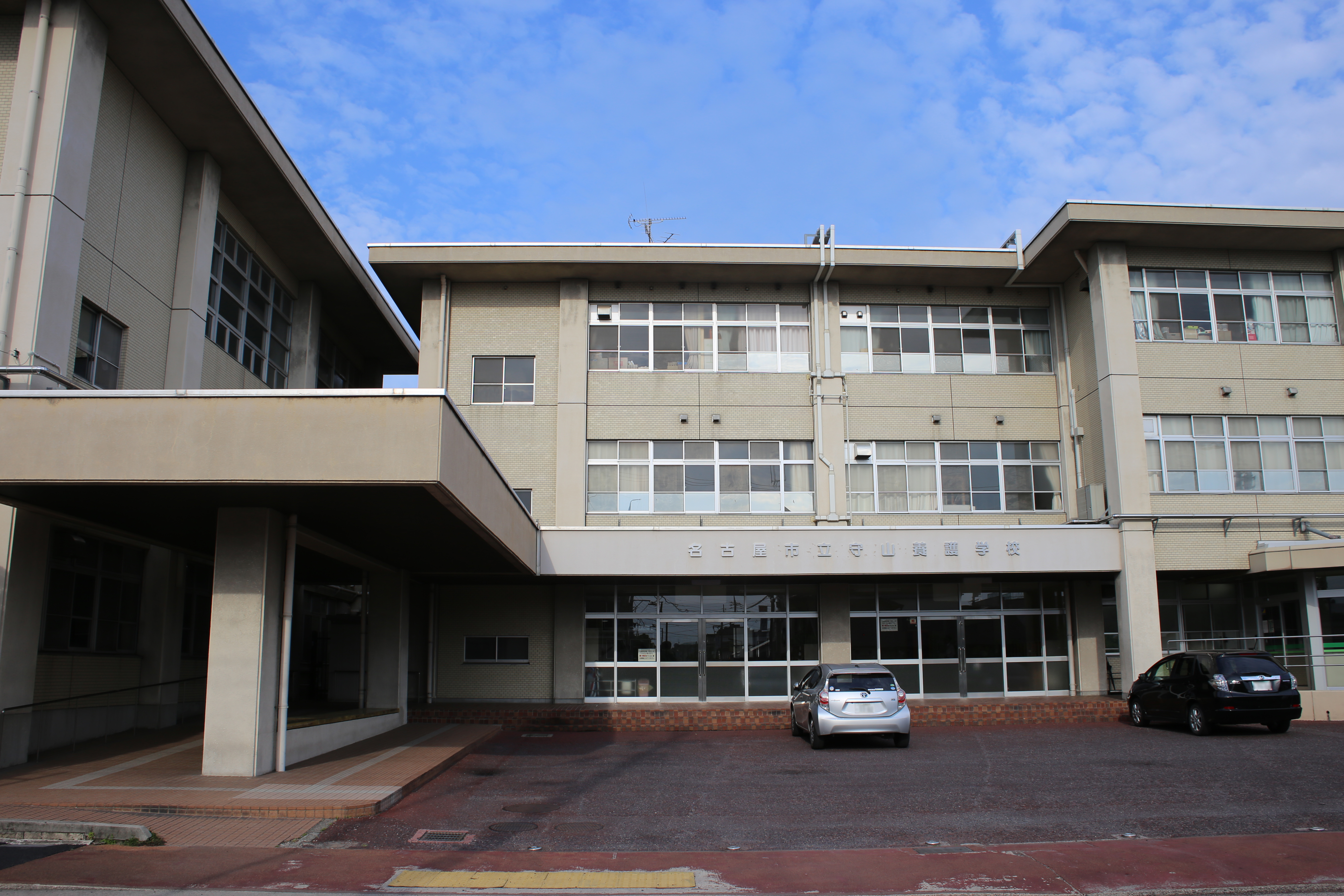
名古屋市立守山養護学校（2016年5月）
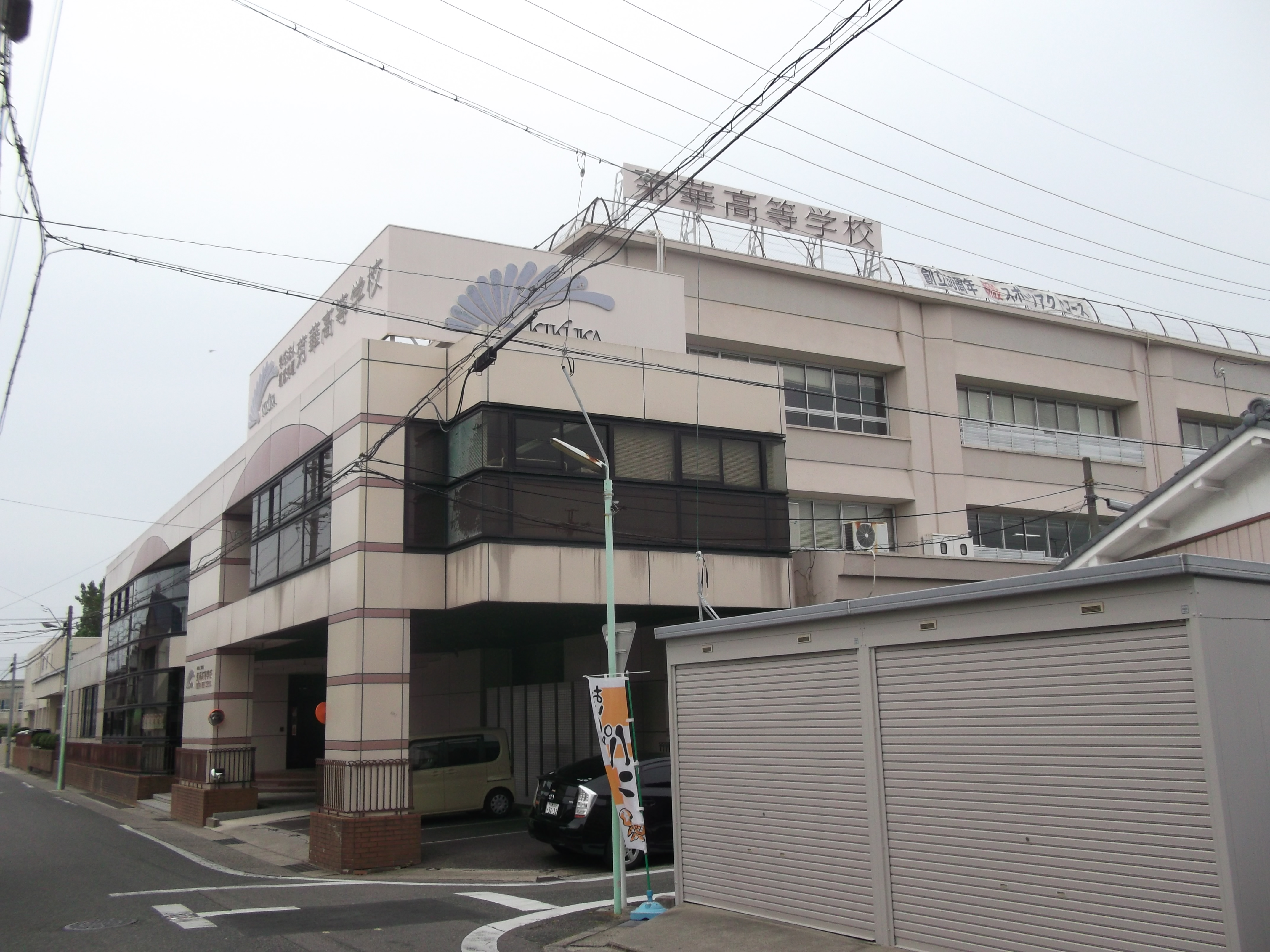
菊華高等学校（2014年6月）
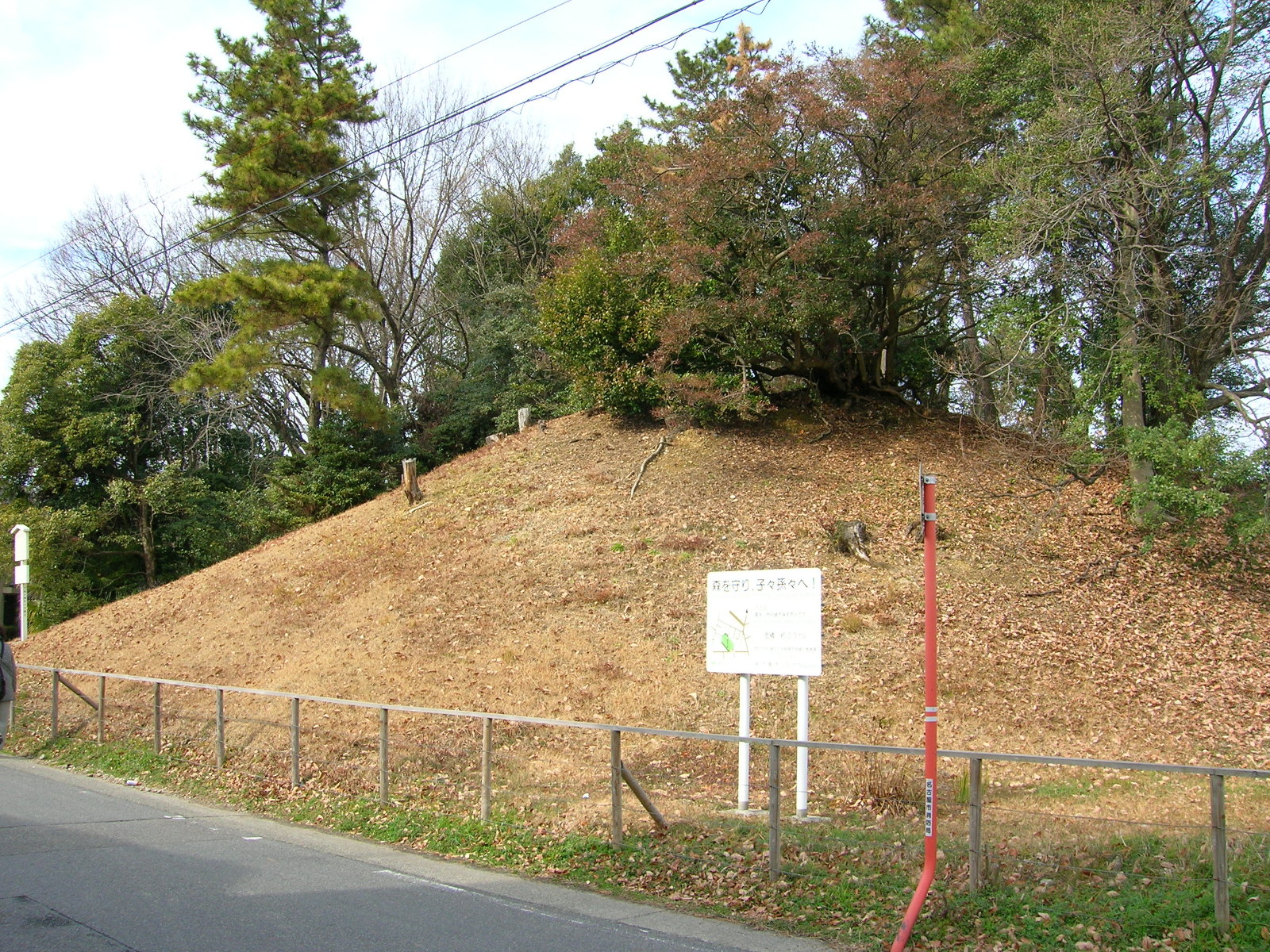
小幡長塚古墳

## 交通
- 愛知県道15号名古屋多治見線（竜泉寺街道）
- 愛知県道59号名古屋中環状線
- 愛知県道61号名古屋瀬戸線（瀬戸街道）

当地区に近接して名古屋第二環状自動車道の小幡ICが存在するほか、庄内川対岸の春日井市内には松河戸ICが存在する。

## その他

### 日本郵便
- 郵便番号 : 463-0011[WEB 3]（集配局：守山郵便局[WEB 14]）。

### WEB
1. ↑  “愛知県名古屋市守山区の町丁・字一覧”.   人口統計ラボ. 2019年5月8日閲覧。
2. 1 2  “町・丁目(大字)別、年齢(10歳階級)別公簿人口(全市・区別)”.   名古屋市 (2019年4月22日). 2019年4月23日閲覧。
3. 1 2  “郵便番号”.  日本郵便. 2019年3月17日閲覧。
4. ↑  “市外局番の一覧”.   総務省. 2019年1月6日閲覧。
5. ↑  “守山区の町名一覧”.   名古屋市 (2015年10月21日). 2019年5月8日閲覧。
6. ↑  “守山区の一部で町名・町界を変更”. 2002年12月3日時点のオリジナルよりアーカイブ。2018年4月21日閲覧。
7. ↑  総務省統計局 (2014年3月28日). “平成7年国勢調査の調査結果(e-Stat) - 男女別人口及び世帯数 －町丁・字等”. 2019年3月23日閲覧。
8. ↑  総務省統計局 (2014年5月30日). “平成12年国勢調査の調査結果(e-Stat) - 男女別人口及び世帯数 －町丁・字等”. 2019年3月23日閲覧。
9. ↑  総務省統計局 (2014年6月27日). “平成17年国勢調査の調査結果(e-Stat) - 男女別人口及び世帯数 －町丁・字等”. 2019年3月23日閲覧。
10. ↑  総務省統計局 (2012年1月20日). “平成22年国勢調査の調査結果(e-Stat) - 男女別人口及び世帯数 －町丁・字等”. 2019年3月23日閲覧。
11. ↑  総務省統計局 (2017年1月27日). “平成27年国勢調査の調査結果(e-Stat) - 男女別人口及び世帯数 －町丁・字等”. 2019年3月23日閲覧。
12. ↑  “市立小・中学校の通学区域一覧”.   名古屋市 (2018年11月10日). 2019年1月14日閲覧。
13. ↑  “平成29年度以降の愛知県公立高等学校（全日制課程）入学者選抜における通学区域並びに群及びグループ分け案について”.   愛知県教育委員会 (2015年2月16日). 2019年1月14日閲覧。
14. ↑  “郵便番号簿 2018年度版” (PDF).   日本郵便. 2019年5月8日閲覧。

### 文献
1. 1 2 3 4 5 6 7  名古屋市計画局 1992, p. 860.
2. 1 2  「角川日本地名大辞典」編纂委員会 1989, p. 1556.
3. ↑  名古屋市計画局 1992, p. 605.
4. 1 2 3 4 5 6  名古屋市計画局 1992, p. 859.
5. 1 2  1985年（昭和61年）1月17日自治省告示第5号「住居表示が実施された件」
6. 1 2  1991年（平成3年）4月19日自治省告示第90号「住居表示が実施された件」
7. ↑  名古屋市計画局 1992, p. 857.
8. ↑  守山区制50周年記念事業実行委員会 2013, p. 395.
9. 1 2 3  守山区制50周年記念事業実行委員会 2013, p. 396.
10. 1 2  1997年（平成9年）3月21日自治省告示第56号「住居表示が実施された件」
11. ↑  守山区制50周年記念事業実行委員会 2013, p. 398.
12. ↑  名古屋市告示第367号（平成8年10月18日付）